# NXT Arrival
NXT Arrival (стилізація NXT ArRIVAL) — реслінг шоу, від WWE, бренду NXT відбулося 27 лютого 2014 року в Уінтерпарк, Флорида, на арені Full Sail University.
Цей епізод NXT вперше транслювався через WWE Network.
Під час шоу було проведено шість матчів, в мейн івенті було проведено матч з драбинами між Адріаном Невіллом та Бо Далласом за титул чемпіона NXT.
Пейдж змагалася з Еммою за титул чемпіонки дів NXT. А Сезаро бився з Семі Зейном.
Подія отримала високу оцінку критиків, проте були зауваження щодо прямого ефіру.

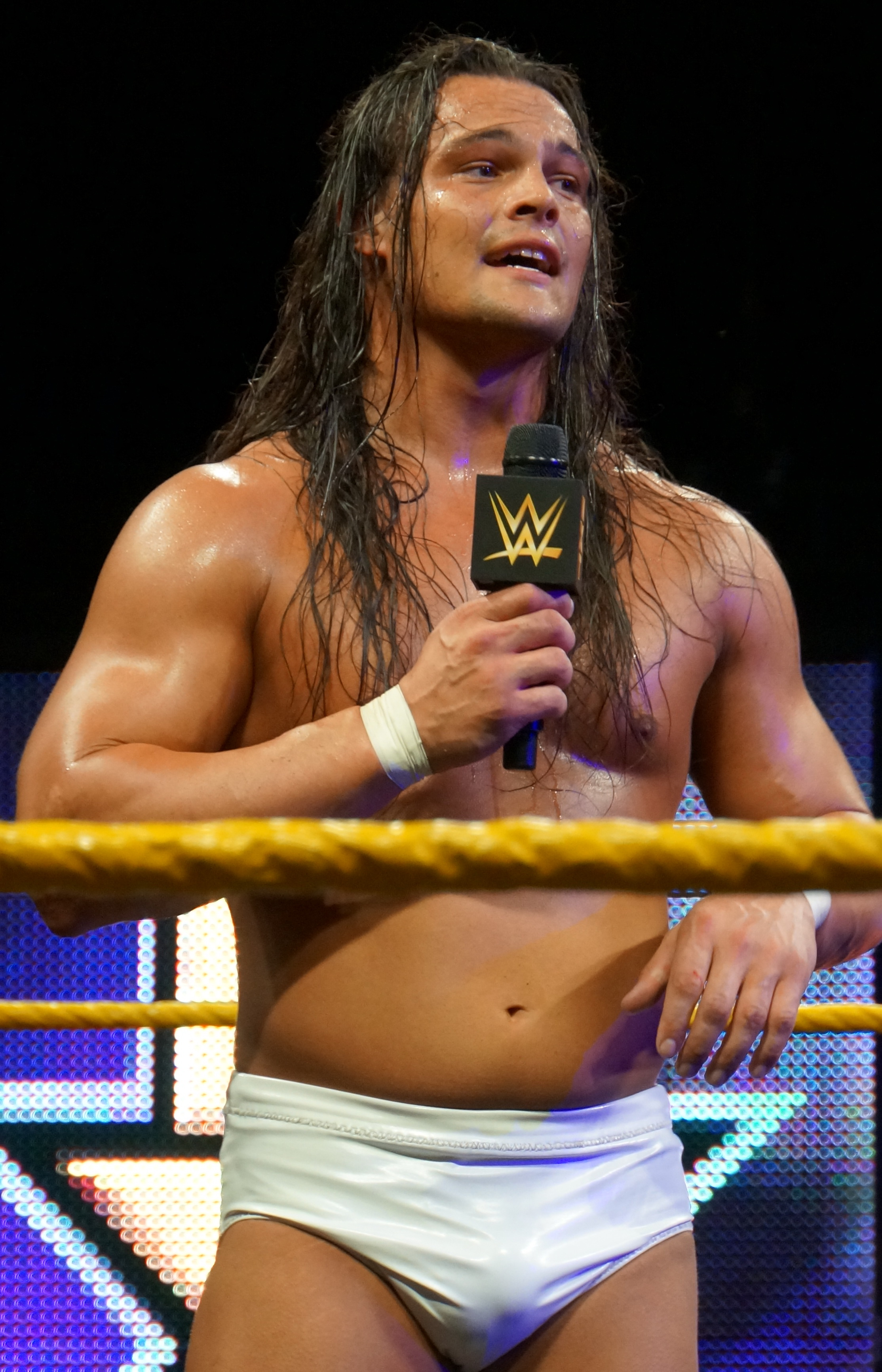
Бо Даллас, після битви за титул чемпіона.

## Евент
Шоу відкрив Triple H, наголосивши що NXT являє собою наступне покоління і воно прибуло. Коментаторами шоу були Том Філіпс, Вільям Рігал та Байрон Сакстон, а пре-шоу коментували: Брет Гарт, Кевін Неш, Пол Хейман та Рене Янг. На шоу були присутні глядачами: Рік Флер, Пат Паттерсон, Дасті Роудс та Джон Сіна.

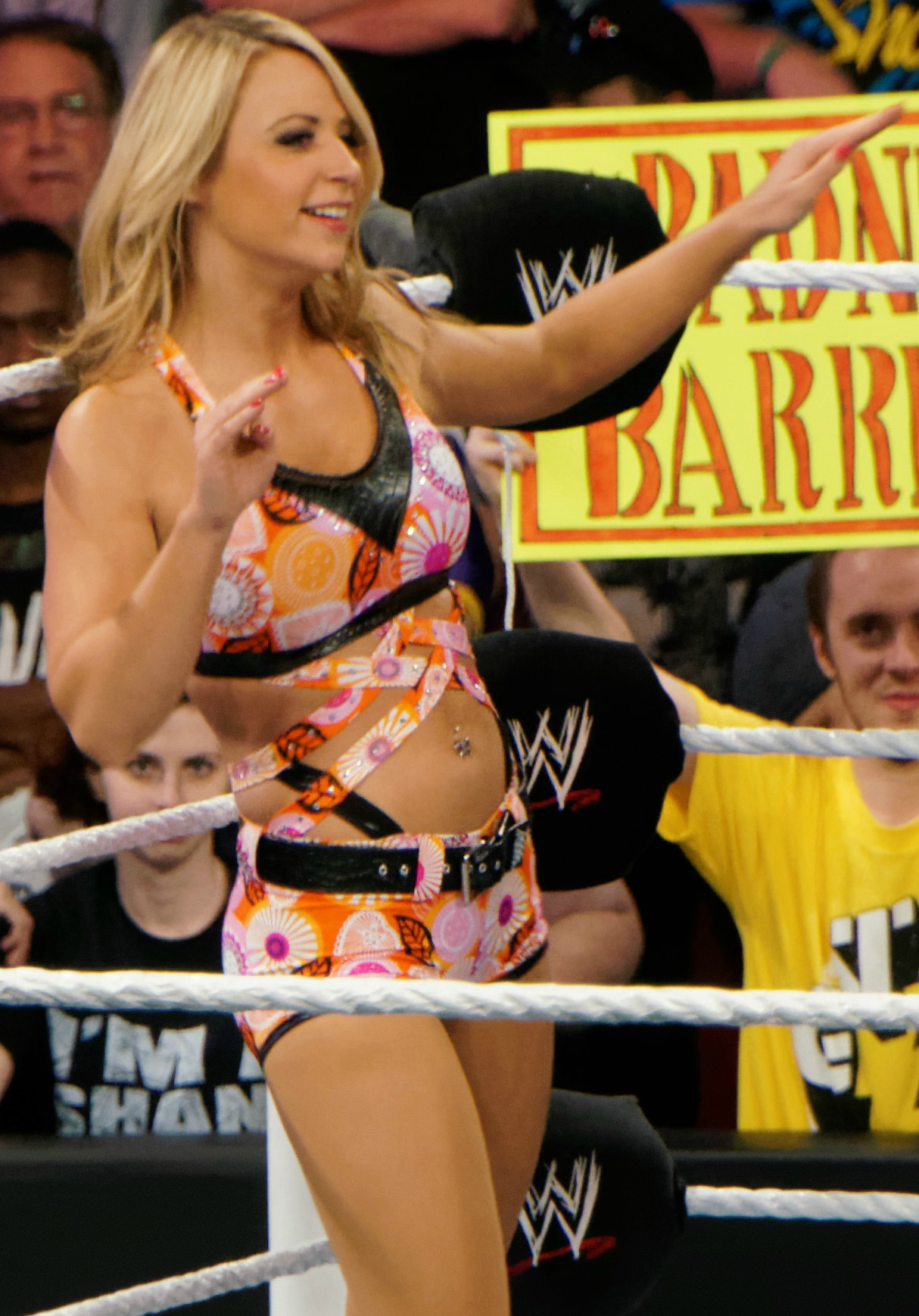
Емма, претендент на чемпіонство NXT серед жінок на NXT Arrival.

### Матчі
В першому матчі Сезаро переміг Семі Зейна. В першій половині матчу Зейн провів торнадо ДДТ та душив Сезаро канатами, на що той відповідав переважно аперкотами та атаками по коліну Зейна, у другій половині матчу Сезаро спробував провести суплекс з апрону рингу, на що Зейн відповів контратакою та спробою провести Франкенштайнер.
Моджо Роулі переміг Джус Робінсона у другому матчі. Роулі переміг завдяки двом стінгер-сплешам, хіпу та фінішеру Гіпер Драйвер.

## Наслідки

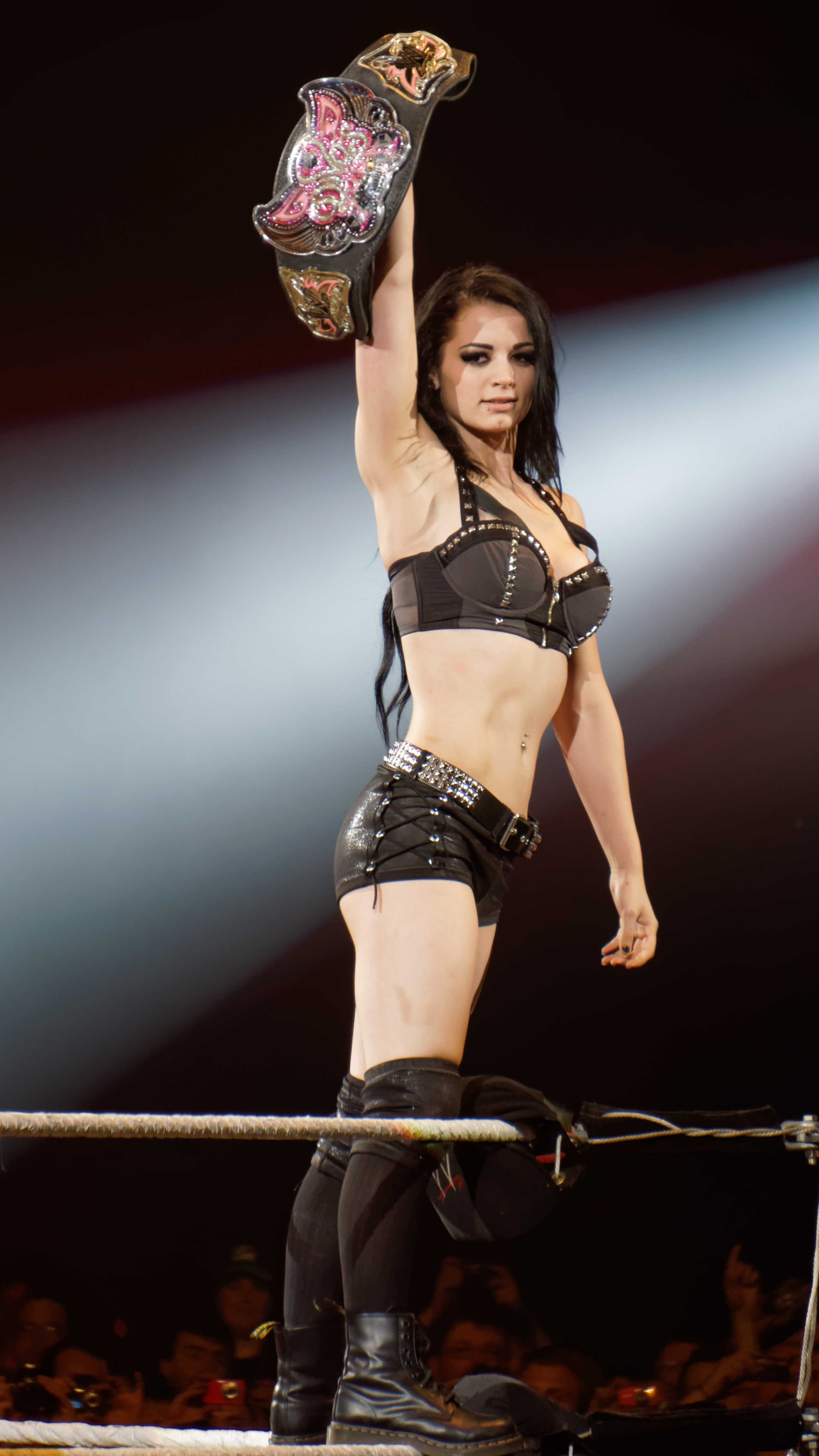
Пейдж дебютує на основному ростері через два місяці NXT Arrival та виграє титул Чемпіонки Дів WWE.

У відповідь глядачам, які мали технічні проблеми, що спостерігали за шоу, WWE випустила наступну заяву.
Протягом сьогоднішнього прямого випуску NXT Arrival ми, на жаль, зазнали технічних труднощів, які можна очікувати при запуску нової цифрової мережі.Ми будемо працювати, щоб вирішити ці проблеми і надати якісний сервіс. Повна подія буде доступна на вимогу у мережі WWE протягом ночі.
Новий чемпіон NXT Невілл продовжував ворожнечу з Бо Далассом, через що пройшов реванш 27 березня; Невілл переміг Даласса, зберігши титул та закінчивши фьюд. Семі Зейн розпочав фьюд з Корі Грейвсом, який критикував Зейна за те що той жодного разу не перемагав.
Менше ніж через два місяці на WrestleMania XXX 6 квітня, Сезаро отримав свій момент на Реслманії;зображаючи з себе Халка Хогана, провівши кидок у стилі Андре Гіганта Біг Шоу, на Королівській битві в пам'ять Андре Гіганта, перемігши цю битву.
Днем пізніше після Реслманії, 7 квітня Пейдж дебютувала на RAW кинувши виклик Ей Джей Лі на матч за титул Чемпіонки Дів WWE, Пейдж перемогла та стала подвійною чемпіонкою. Александр Русєв також провів свій дебютний одиночний матч в основному ростері.
24 квітня на епізоді NXT Пейлж відмовилася від свого титулу чемпіонки дів NXT.
Друге спеціальне шоу NXT мало назву NXT TakeOver яке пройшло 29 травня, на якому Шарлотт виграла вакантний титул Чемпіона серед жінок NXT. Третій спеціальний епізод під назвою NXT TakeOver: Fatal 4-Way відбувся 11 вересня; під час якого «Вознесіння» командні чемпіони NXT, програли «Lucha Dragons» (Калісто та Сін Кара). На четвертому спеціальному епізоді, NXT TakeOver:R Evolution 11 грудня 2014 року, Невілл програв титул Семі Зейну. Бо Даллас повернувся до основного ростеру 23 травня 2014 року на SmackDown. «Вознесіння» було переведено до основи 29 грудня 2014 року на епізоді RAW.
| № | Матч                                                                                   | Тип матча                                        | Час   |
| - | -------------------------------------------------------------------------------------- | ------------------------------------------------ | ----- |
| 1 | Сезаро переміг Семі Зейна                                                              | Одиночний матч                                   | 22:55 |
| 2 | Моджо Роулі переміг Джус Робінсона                                                     | Одиночний матч                                   | 03:25 |
| 3 | Вознесіння (Конор та Віктор) перемогли Too Cool (Великий Майстер Сексей та Скоті Хоті) | Командний матч за титул Командних чемпіонів NXT  | 06:40 |
| 4 | Пейдж перемогла Емму утриманням                                                        | Одиночний матч за титул Чемпіона серед жінок NXT | 12:54 |
| 5 | Тайлер Бріз проти Ксав'є Вудса (поєдинок закінчився через відлік)                      | Одиночний матч                                   | 00:35 |
| 6 | Невілл переміг Бо Даласа                                                               | Матч з драбинами за чемпіонство NXT              | 16:02 |